# ورزشگاه نریمان نریمانف
ورزشگاه نریمان نریمانف (انگلیسی: Nariman Narimanov Stadium) یک ورزشگاه چند منظوره در شهر نفت‌چاله و در کشور جمهوری آذربایجان است. هم‌اکنون از این ورزشگاه بیشتر برای مسابقات فوتبال استفاده می‌شود و ورزشگاه خانگی باشگاه فوتبال نفت‌چاله است. این ورزشگاه ۲۰۰۰ صندلی دارد.  این ورزشگاه به نام دولتمرد کمونیست آذربایجان شوروی نریمان نریمانف نامگذاری شده است.